# Idan Gorno
Idan Gorno Toklomety (hebräisch עידן טוקלומטי-ג'ורנו; * 9. August 2004 in Netanja) ist ein israelisch-beninischer Fußballspieler.

## Karriere

### Verein
Zur Saison 2022/23 ging Gorno fest von der U19 von Maccabi Petach Tikwa in deren erste Mannschaft über. Sein Debüt hatte er bereits in der Abstiegsrunde der 1. Liga in der Spielzeit 2021/22 am 23. April 2022 bei einer 0:4-Niederlage gegen Hapoel Nof HaGalil, als er in der 62. Minute für Aboubacar Doumbia eingewechselt wurde. Seine erste vollständige Saison verbrachte er mit dem Verein in der 2. Liga, wo er mit elf Toren dazu beitrug, dass dem Team als Meister der direkte Wiederaufstieg gelang.

### Nationalmannschaft
Nebst Einsätzen bei der israelischen U18-Nationalmannschaft im Dezember 2021 kam Gorno ab Oktober 2021 auch zu Einsätzen bei der U19. Mit dieser erreichte er die Endrunde bei der Europameisterschaft 2022. Hier schaffte er es mit seinem Team bis ins Finale, wo er auch eingesetzt wurde und das man nach Verlängerung mit 1:3 gegen England verlor.
Ab September 2022 wurde er auch bei der U21 eingesetzt und stand im Kader für die Europameisterschaft 2023, bei der er in jeder Partie seiner Mannschaft auf dem Feld stand. Israel verlor das Halbfinale gegen England mit 0:3.
Sein Debüt für die A-Nationalmannschaft war am 12. November 2023 bei einer 0:1-Niederlage gegen den Kosovo während der Qualifikation für die Europameisterschaft 2024, als er zur 72. Minute für Eli Dasa eingewechselt wurde. Auch in den drei danach noch folgenden Qualifikationspartien bekam er Spielzeit.

## Privates
Sein Vater ist der ehemalige beninische A-Nationalspieler Tony Toklomety, seine Mutter die israelische Journalistin Iris Gorno.